# Тропкино
Тропкино — деревня в Шиковской волости Островского района Псковской области.
Расположена в 39 км к востоку от города Острова и в 3 км к западу от волостного центра, деревни Шики на правом берегу реки Глушица.
Численность населения деревни по состоянию на 2000 год составляла 25 человек.